# Drosophila pentaspina
Drosophila pentaspina är en tvåvingeart som beskrevs av Parshad och Duggal 1967. Drosophila pentaspina ingår i släktet Drosophila och familjen daggflugor.
Artens utbredningsområde är Indien.